# Wereldkampioenschappen wielrennen 1932
De wereldkampioenschappen wielrennen op de weg van 1932 voor profs en amateurs werden op 31 augustus 1932 gehouden in Rome. Na de tijdrit van het jaar ervoor in Kopenhagen was het opnieuw een "normale" wegrit.

## Beroepsrenners
De profs moesten drie ronden van ongeveer 68 kilometer, in totaal 206 kilometer afleggen. Er waren 21 deelnemers. Er mochten nog steeds maximaal drie profs per land deelnemen. De sterke Italiaanse ploeg was favoriet en behaalde de eerste twee plaatsen. Alfredo Binda werd voor de derde maal wereldkampioen vóór zijn landgenoot Remo Bertoni. Zij hadden een ruime voorsprong op de Luxemburger Nicolas Frantz.
Er deden drie Nederlanders mee: Cesar Bogaert, Adrianus Braspenninckx en Marinus Valentijn. Valentijn en Braspenninckx werden zesde en zevende. Bogaert kreeg onderweg een inzinking en viel ver terug.

### Uitslag[2]
| Plaats | Renner                 | Land        | Tijd    |
| ------ | ---------------------- | ----------- | ------- |
| 1      | Alfredo Binda          | Italië      | 7u1'28" |
| 2      | Remo Bertoni           | Italië      | +15"    |
| 3      | Nicolas Frantz         | Luxemburg   | +4'52"  |
| 4      | Riccardo Montero       | Spanje      | +5'15"  |
| 5      | Learco Guerra          | Italië      | +5'39"  |
| 6      | Marinus Valentijn      | Nederland   | +6'20"  |
| 7      | Adrianus Braspenninckx | Nederland   | z.t.    |
| 8      | Alfred Hamerlinck      | België      | +6'56"  |
| 9      | André Godinat          | Frankrijk   | +9'44"  |
| 10     | Romain Gyssels         | België      | z.t.    |
| 11     | Albert Büchi           | Zwitserland | z.t.    |
| 12     | Mariano Canardo        | Spanje      | z.t.    |
| 13     | Jean-Pierre Muller     | Luxemburg   | z.t.    |
| 14     | August Erne            | Zwitserland | +12'04" |
| 15     | Georges Antenen        | Zwitserland | +13'22" |
| 16     | Cesar Bogaert          | Nederland   | z.t.    |
| 17     | Antonin Magne          | Frankrijk   | z.t.    |

## Amateurs
De wedstrijd van de amateurs was met 137 kilometer (twee ronden) korter dan die van de profs. Er waren 32 deelnemers uit 15 landen.

### Uitslag[3]
| Plaats | Renner           | Land        | Tijd     |
| ------ | ---------------- | ----------- | -------- |
| 1      | Giuseppe Martano | Italië      | 4u33'52" |
| 2      | Paul Egli        | Zwitserland |          |
| 3      | Paul Chocque     | Frankrijk   |          |

1921 · 
1922 · 
1923 · 
1924 · 
1925 · 
1926 · 
1927 · 
1928 · 
1929 · 
1930 · 
1931 · 
1932 · 
1933 · 
1934 · 
1935 · 
1936 · 
1937 · 
1938 · 
1946 · 
1947 · 
1948 · 
1949 · 
1950 · 
1951 · 
1952 · 
1953 · 
1954 · 
1955 · 
1956 · 
1957 · 
1958 · 
1959 · 
1960 · 
1961 · 
1962 · 
1963 · 
1964 · 
1965 · 
1966 · 
1967 · 
1968 · 
1969 · 
1970 · 
1971 · 
1972 · 
1973 · 
1974 · 
1975 · 
1976 · 
1977 · 
1978 · 
1979 · 
1980 · 
1981 · 
1982 · 
1983 · 
1984 · 
1985 · 
1986 · 
1987 · 
1988 · 
1989 · 
1990 · 
1991 · 
1992 · 
1993 · 
1994 · 
1995 · 
1996 · 
1997 · 
1998 · 
1999 · 
2000 · 
2001 · 
2002 · 
2003 · 
2004 · 
2005 · 
2006 · 
2007 · 
2008 · 
2009 ·
2010 · 
2011 · 
2012 · 
2013 · 
2014 · 
2015 · 
2016 · 
2017 · 
2018 · 
2019 · 
2020 ·
2021 ·
2022 ·
2023 ·
2024 ·
2025 ·
2026